# Врбљани (Кривогаштани)
Врбљани (мкд. Врбјани) су насеље у Северној Македонији, у средишњем делу државе. Врбљани припадају општини Кривогаштани.

## Географија
Насеље Врбљани је смештено у средишњем делу Северне Македоније. Од најближег већег града, Прилепа, насеље је удаљено 16 km западно. Кроз насеље води пут од Прилепа ка Крушеву.
Врбљани се налазе у средишњем делу Пелагоније, највеће висоравни Северне Македоније. Насељски атар је махом равничарски, без већих водотока, док се даље ка западу издижу прва брда планине Баба. Надморска висина насеља је приближно 600 метара.
Клима у насељу је континентална.

## Историја
У месту је било 1898. године 38 домова. Постоји православна црква посвећена празнику Летњм Св. Николи. Дозволу царску за отварање школе добили су мештани 30. новембра 1898. године. Први учитељ у легално отвореној школи био је Коста Николић. Најзаслужнији за српску школу био је парох поп Никола Поп Наумовић. Свештеник и још неколико домаћина славили су своју крсну славу Св. Николу. Школску славу Св. Саву свечано су прославили мештани у цркви и српској школи 1899. године. Народно весеље је одржано испред порте на празном простору званом "Сред-село". Свирале су гајде мелодије уз које се играло у колу.

## Становништво
По попису становништва из 2002. године, Врбљани су имали 294 становника.
Претежно становништво у етнички Македонци (100%).
Већинска вероисповест у насељу је православље.